# Mikkeli (stacja kolejowa)
Mikkeli (fiń. Mikkelin rautatieasema) – stacja kolejowa w Mikkeli, w Finlandii.